# Капустин, Борис Владиславович
Бори́с Владисла́вович Капу́стин (11 декабря 1931, Урупский, Благодарненское сельское поселение — 6 апреля 1966, Западный Берлин) — советский военный лётчик 1-го класса, ценой своей жизни спасший мирных жителей Западного Берлина от падающего самолёта, посмертно удостоенный за свой подвиг Ордена Красного Знамени. Капитан авиации.

## Биография
Родился 11 декабря 1931 года в семье научного работника, в поселке Урупский Отрадненского района Краснодарского края. Окончил семилетку в Ростове-на-Дону в 1947 году. В 1951 году окончил Ростовский индустриальный техникум и был призван в армию. Поступил в Кировобадское военное авиационное училище лётчиков им. Хользунова и в 1954 году окончил его, после чего был распределен на Север, а в дальнейшем направлен в Группу советских войск в Германии. Член КПСС с 1959 года.

## Подвиг

Памятник на могиле Капустина Бориса Владиславовича на Братском кладбище Ростова-на-Дону.

Проходил службу в должности старшего лётчика 668-го бомбардировочного авиационного полка 132-й бомбардировочной авиационной дивизии 24-й воздушной армии Группы советских войск в Германии, который дислоцировался на аэродроме Фи́нов.
6 апреля 1966 года лётчик выполнял плановый полёт на реактивном самолёте Як-28 вместе со штурманом Ю. Н. Яновым. На высоте 4000 метров в результате помпажа неожиданно отказали оба двигателя, и самолёт стал терять высоту. Стремясь не допустить падения неуправляемого самолёта на жилые кварталы Западного Берлина, Капустин принял решение сам не катапультироваться, и приказал Янову покинуть машину; однако тот, понимая, что необходимый для катапультирования сброс общего для пилота и штурмана фонаря кабины ухудшит аэродинамику самолёта и затруднит работу Капустину, отказался выполнить приказ. Капустину удалось вывести машину в безлюдное место — самолёт упал в озеро Штёссензее. По договорённости с представителями НАТО подъём останков самолёта и тел погибших выполняли английские сапёры, так как место падения самолёта находилось на территории, подконтрольной НАТО.
Указом Президиума Верховного Совета СССР от 10 мая 1966 года Капустин и Янов награждены орденами Красного Знамени, посмертно.
Похоронен в г. Ростов-на-Дону на Братском кладбище. Узнав, что сын погиб, на следующий день умер его отец. Их похоронили вместе, в один день — 12 апреля. Дома у Капустина остались жена Галина Андреевна и сын Валерий.

## Память
- Именем Бориса Владиславовича Капустина в Ростове-на-Дону названы улица в Северном жилом массиве Ворошиловского района города и средняя школа № 51 (ныне лицей № 51), в которой учился сам лётчик. На здании школы (ныне лицея) установлена памятная доска.

Памятник Капустину и Янову на улице Капустина в Ростове-на-Дону.

- Памятник Капустину и Янову на улице Капустина в Ростове-на-Дону.21 ноября 2022 года на улице Капустина в Ростове-на-Дону установлен памятник Капустину и Янову[7].
- О подвиге написана песня «Огромное небо» (музыка О. Фельцмана, слова Р. Рождественского, исп. Эдита Пьеха) и создан одноимённый мультфильм.
- на авиаремонтном заводе Флюгцойгверфт (ГДР, Дрезден) именем Капустина была названа бригада[8].
- в музее на аэродроме Финов, где летал Капустин, установлен мемориал, посвящённый подвигу лётчика[9].
- мемориальная доска на аэродроме Финов в 2009 году была перенесена на воинское захоронение в Вестенде[10].
- Портрет Бориса Владиславовича Капустина был написан западноберлинским художником за одну ночь после совершённого подвига. Портрет хранится в школе № 51 им. Капустина (ныне лицей № 51) г. Ростов-на-дону[11].

Памятные доски
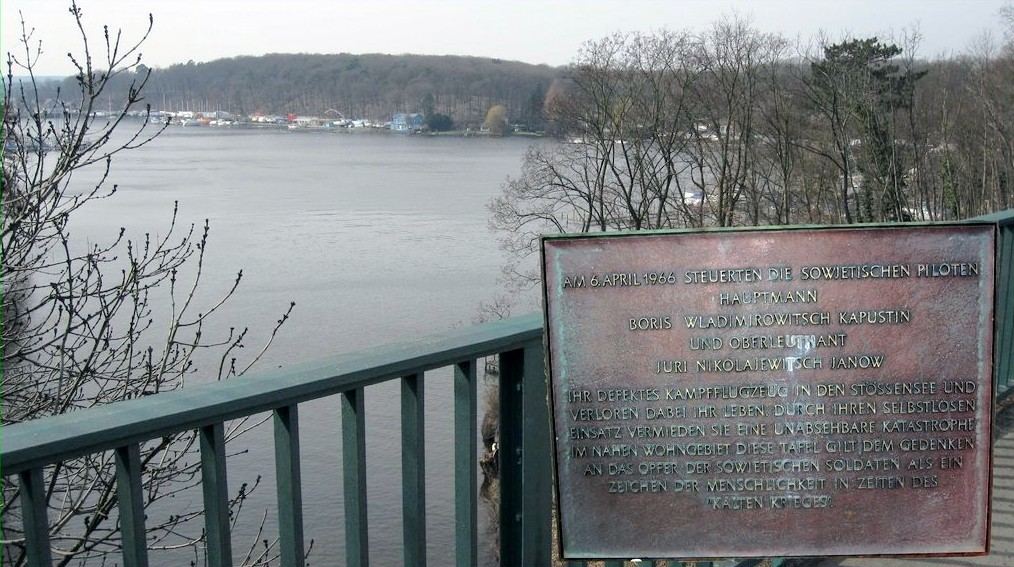
У озера Штёссензее
В Ростове-на-Дону (скульптор Б. Н. Кондаков)
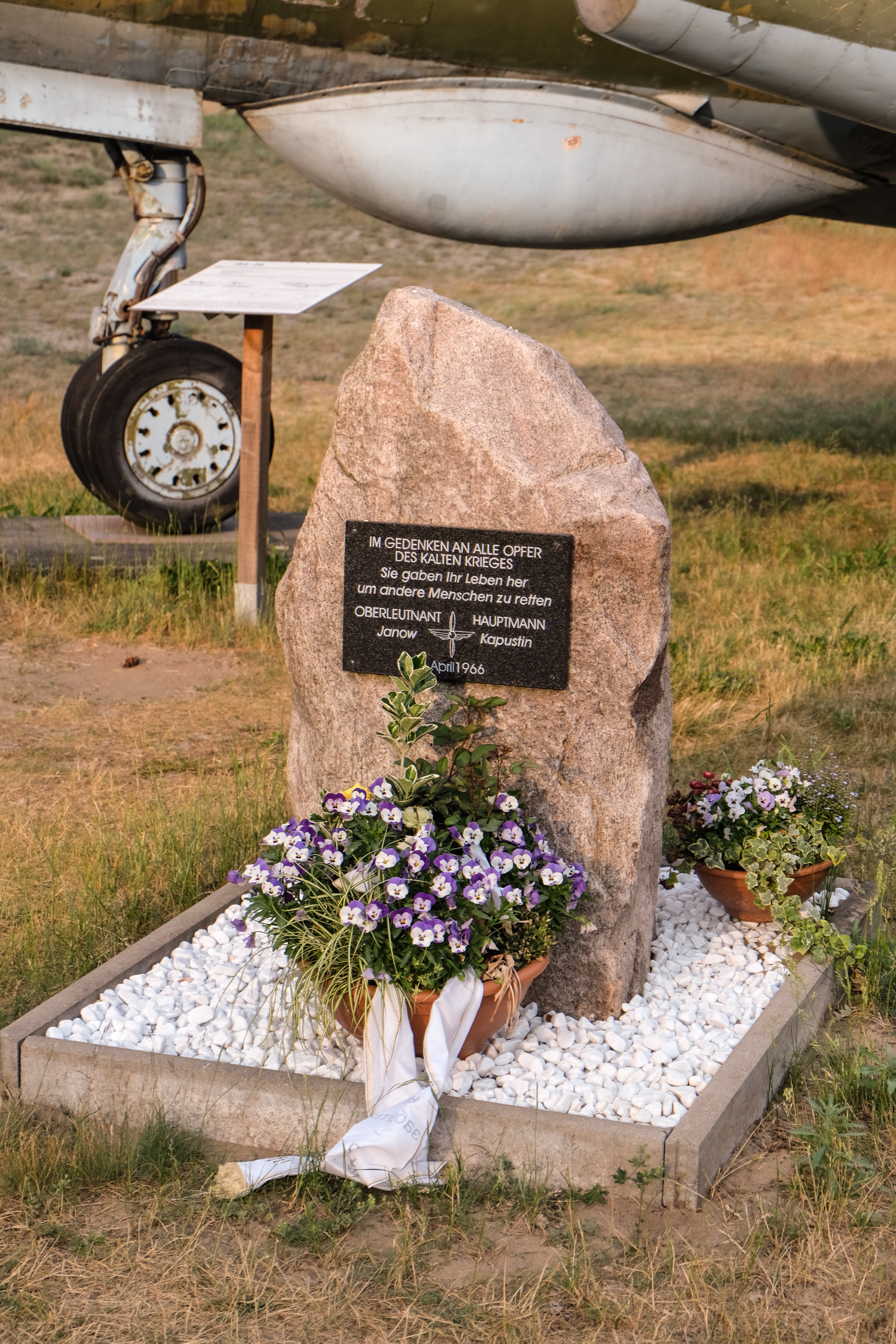
Памятник подвигу Янова и Капустина в Музее авиации Финовфурт[нем.]